# 西芳寺

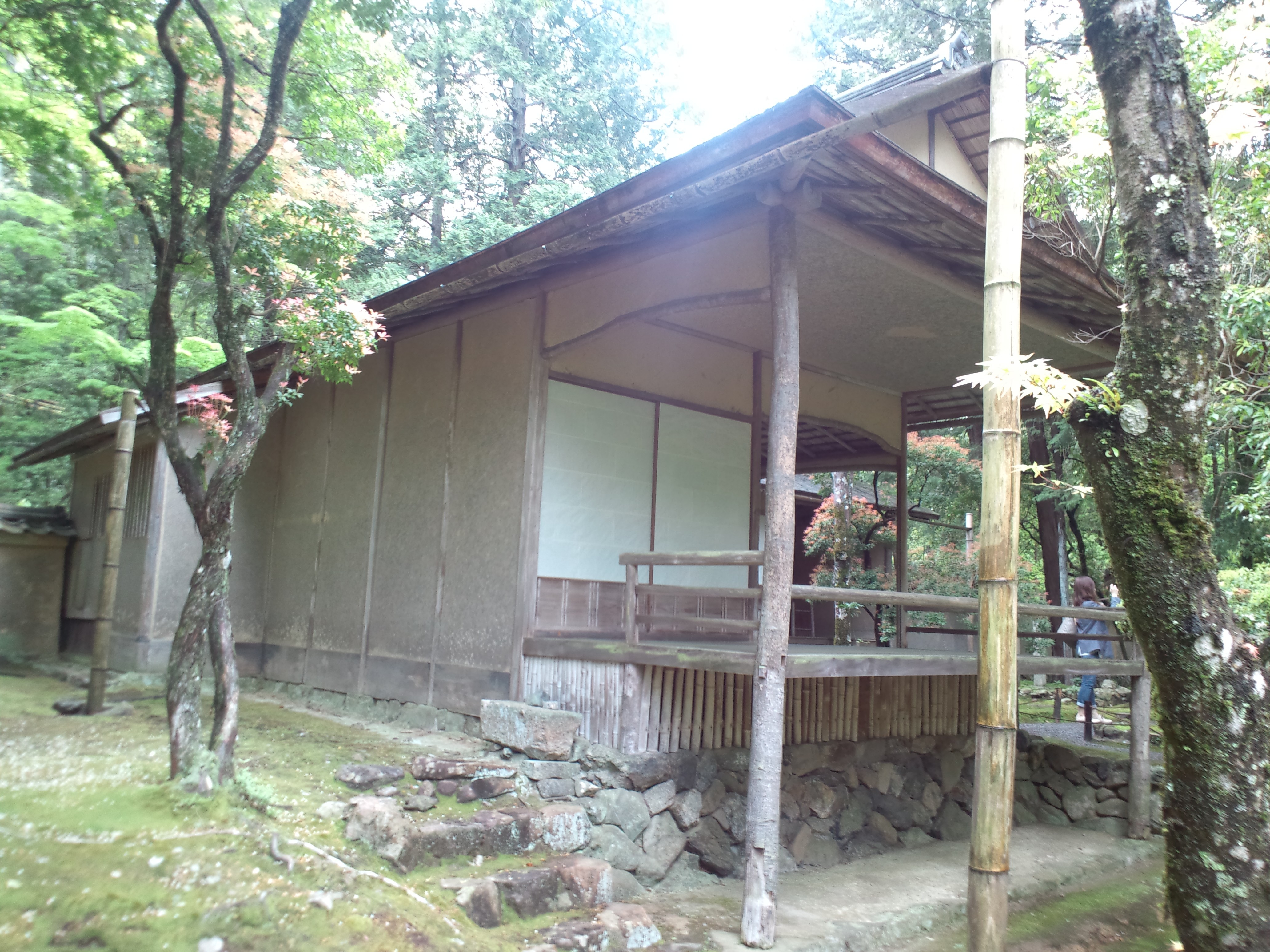
湘南亭（広縁）

西芳寺（さいほうじ）は、京都市西京区にある臨済宗系単立の寺院。山号は洪隠山。本尊は阿弥陀如来。開山は行基と伝え、中興開山は夢窓疎石である。もとは天龍寺の境外塔頭であった。庭園は約120種の苔に覆われ、苔寺（こけでら）の通称で知られる。「古都京都の文化財」としてユネスコ世界遺産に登録されている。

## 歴史
伝承によれば、西芳寺のある場所は飛鳥時代には第31代用明天皇の皇子である聖徳太子の別荘があり、太子作の阿弥陀如来像が祀られていたという。
奈良時代に至って、第45代の聖武天皇の勅願を得た行基が天平3年（731年）に別荘から寺院へと改めたと伝える。当初は法相宗寺院で「西方寺」と称し、阿弥陀如来を本尊、観音菩薩と勢至菩薩を脇侍とした。畿内49院の一つであったという。
平安時代初期の大同元年（806年）には、第51代平城天皇皇子である真如法親王が草庵を結び修行をしたという。また真言宗開祖である空海が入山し、黄金池にて放生会を行ったという。
鎌倉時代には摂津守の中原師員（摂津氏の祖）が再興し、西芳寺と穢土寺に分けられた。招かれた法然によって浄土宗に改宗され、本尊には金泥が施されたという。その後に親鸞が愚禿堂を建立して寺に滞在したという。鎌倉幕府第5代執権であった北条時頼が桜堂（おうどう）を建立したが、建武年間（1334年 - 1338年）に再び寺は荒廃している。
暦応2年（1339年）に室町幕府の重臣であり、松尾大社の宮司でもあった摂津親秀がふたたび再興した。作庭の名手でもあった夢窓疎石が招かれて臨済宗に改宗され、この時に西方寺と穢土寺は統一された。元の寺名「西方寺」は、西方極楽浄土の教主である阿弥陀如来を祀る寺にふさわしい名称であるが、夢窓疎石はこれを「西芳寺」と改めた。「西芳」は「祖師西来」「五葉聯芳」という、禅宗の初祖達磨に関する句に由来する。
康永元年（1342年）に北朝初代の光厳天皇が、室町幕府初代将軍の足利尊氏を従えて当寺に行幸している。
永徳2年（1382年）に3代将軍の足利義満が西芳寺を訪れ、道服を着用して指東庵で坐禅に徹宵した。その後何度も訪れ、西芳寺を模して創建したのが鹿苑寺（金閣寺）である。
応仁の乱（1467年 - 1477年）で東軍の細川勝元の陣が敷かれたことにより、文明元年（1469年）に西軍の攻撃を受けて焼失した。文明17年（1485年）には洪水により被災し、本願寺の蓮如により再興されたという。
第8代将軍の足利義政により指東庵が再建されている。義政もその後何度か訪れ、西芳寺と鹿苑寺を模して創建したのが慈照寺（銀閣寺）である。
安土桃山時代の永禄11年（1568年）には丹波国の柳本氏による兵乱により焼失したが、織田信長が天龍寺の策彦周良に命じて再建させている。
江戸時代には寛永年間（1624年 - 1644年）と元禄年間（1688年 - 1704年）の2度に渡って洪水に見舞われて荒廃した。もとは枯山水の庭園であったが荒廃してしまい、庭園が苔で覆われるようになるのは江戸時代末期に入ってからのようである。すぐそばに川が流れる谷間、という地理的要因が大きい、とされる。
幕末の文久2年（1862年）には公卿の岩倉具視が一時湘南亭に隠棲した。
明治維新の神仏分離・廃仏毀釈により、境内地は狭められて荒廃した。
1878年（明治11年）に再興され、1928年（昭和3年）より庭園が一般公開された。
1951年（昭和26年）7月11日、京都府一帯を襲った集中豪雨により、土塀が約30間にわたり倒壊。庭園の苔も泥で覆われる被害が出た。
1969年（昭和44年）に本堂が再建されている。
1928年（昭和3年）より誰でも参観できる観光寺院であったが、1977年（昭和52年）7月からは一般の拝観を中止し、往復はがきによる事前申し込み制となっている。単なる観光や見学ではなく読経と写経という宗教行事に参加することが条件となっている。2021年（令和3年）6月1日より、往来の往復はがきによる事前予約制に加え、後援団体「西芳会」の協力を得て、インターネットによる事前予約が可能となった。
Appleの創業者であるスティーブ・ジョブズは、お忍びで家族とともに西芳寺をよく訪れていたという。

## 庭園

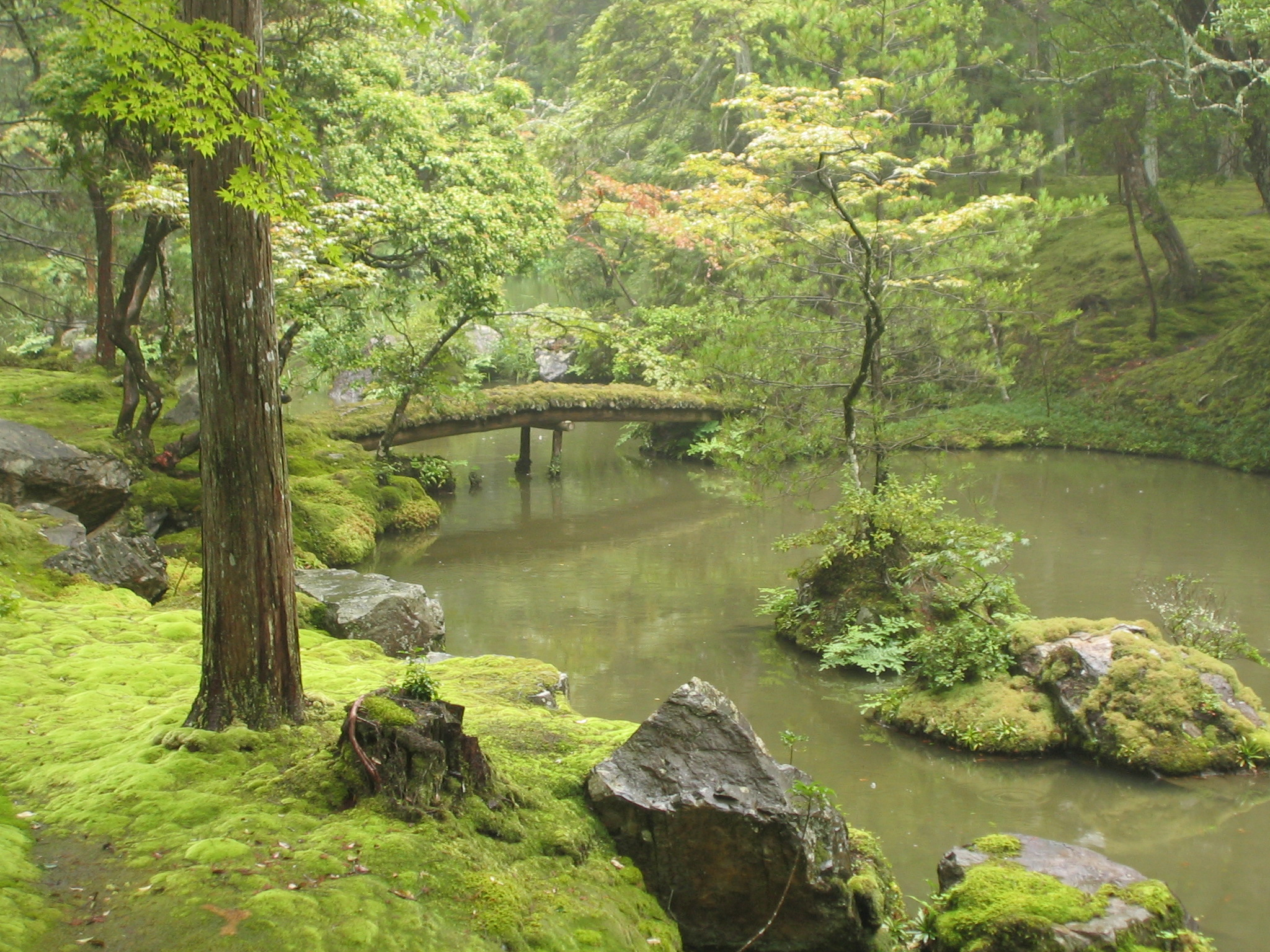
黄金池と長島（手前）、朝日ヶ島（奥）

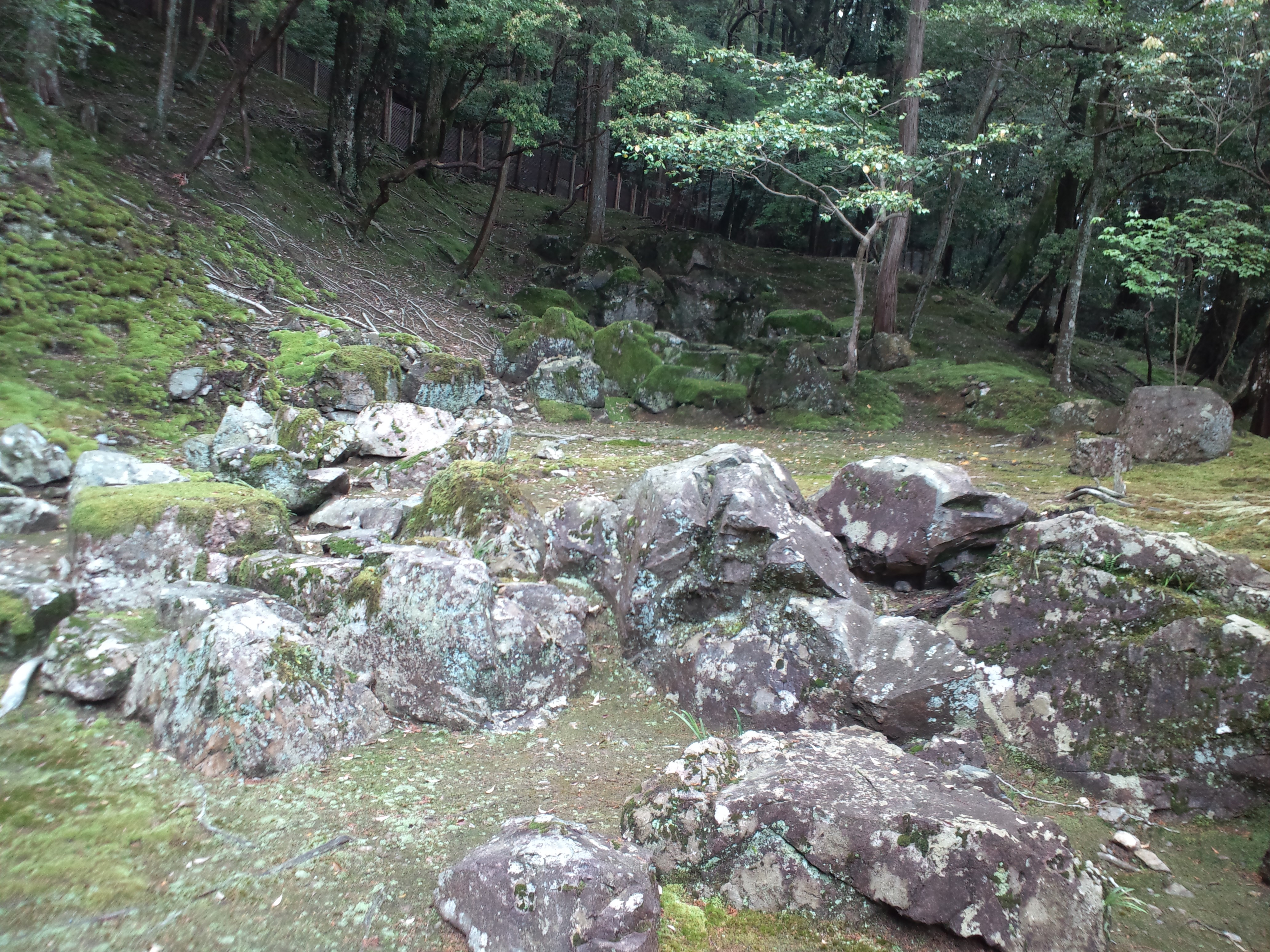
洪隠山石組

国指定史跡・特別名勝。夢窓疎石の作庭で上段の枯山水庭園と、下段の池泉回遊式庭園の2つから成っている。境内北方には上段の枯山水庭園の石組みが残る。これは夢窓疎石が暦応2年（1339年）に築いた日本最古とされる枯山水の石組みである。この部分には夢窓疎石当時の面影が残っていると思われる。
今日、西芳寺庭園としてよく知られるのは苔の庭で、木立の中にある黄金池（心字池）と呼ぶ池を中心とした回遊式庭園である。
山麓に位置する地形の庭園構成を池とその上の山の斜面を利用した禅堂の庭とに分け、またこの禅堂より山に登る道があって、頂上に縮遠亭という休憩所があった。頂上からは桂川周辺を展望しようとし、池辺の2層の舎利殿（瑠璃殿）から庭園を見下ろそうとする構想で、両者は同一の考えから出た立体的な構想力を示したものであるとされる。
池には朝日ヶ島、夕日ヶ島、長島（霞島）と呼ぶ3つの島があり、小島には白砂が敷かれ松が植えられ、亭があり、池の3面の花木は2段に刈り込まれていた。池の周囲を埋め尽くす100種類以上といわれる苔は夢窓疎石の時代からあったものではなく、今のような苔庭になったのは江戸時代の末期のことといわれる。
池の周辺には瑠璃殿のほかに、釣寂庵、湘南亭、潭北亭、貯清寮、邀月橋、合同船があった。広さに比して建築的要素の多い庭といえる。この邀月橋は亭をもった亭橋で、これを渡ると長鯨にのって大海に浮かんだようだといわれた。向上関より石段を上がった所に指東庵という禅堂があり、この山腹に巨石を組み、滝を象徴している。

## 境内

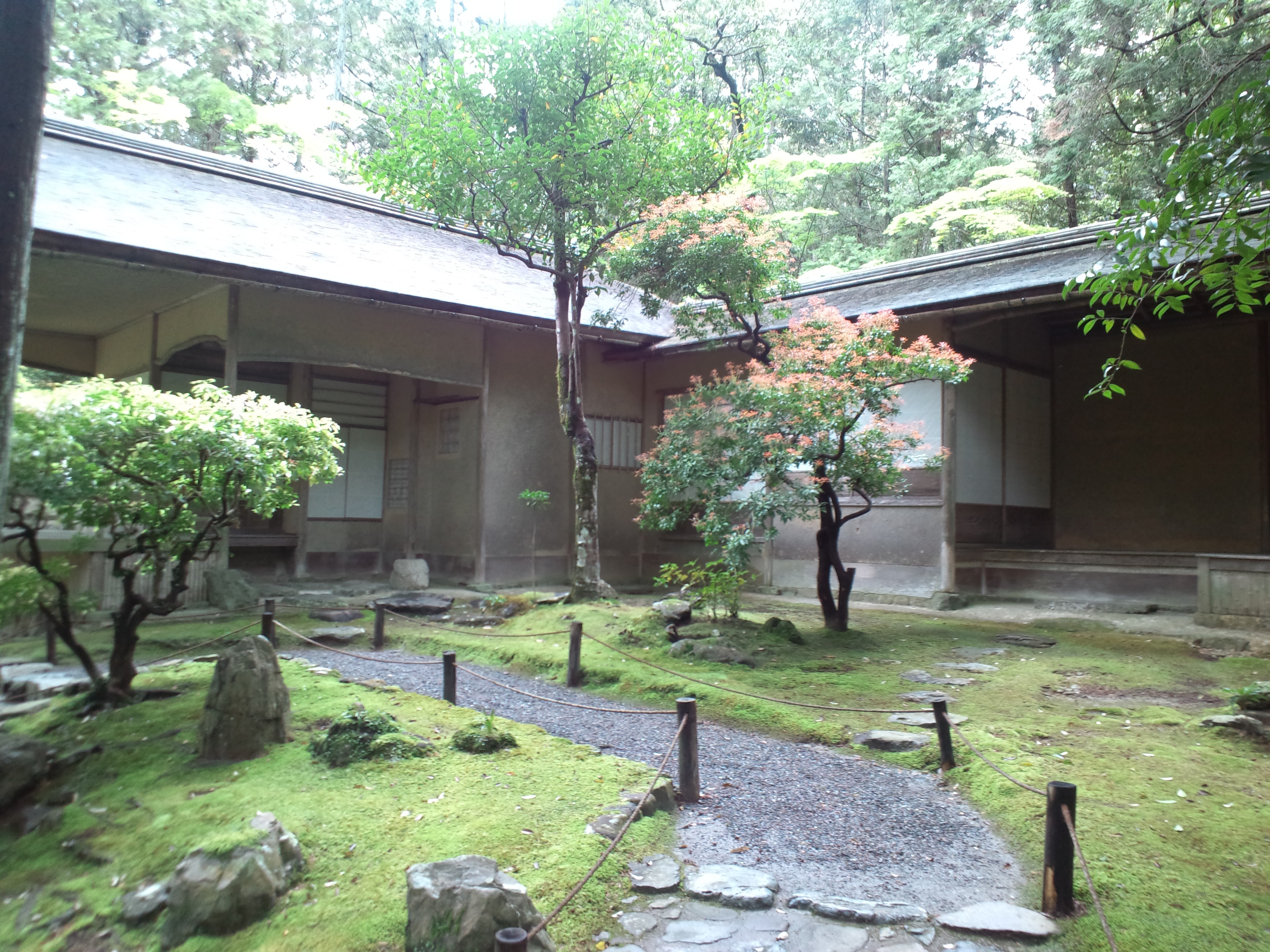
湘南亭

境内東側は黄金池を中心とした苔の庭園であり、東側には本堂（西来堂）、書院、三重納経塔などがある。庭園内には湘南亭（重要文化財）、少庵堂、潭北亭（たんほくてい）の3つの茶室がある。境内北側には枯山水の石組みがあり、開山堂である指東庵が建っている。
このほか境内には高浜虚子の句碑や大佛次郎文学碑などがある。
- 本堂（西来堂） - 1969年（昭和44年）に京都大学名誉教授・村田治郎の設計により再建。本尊の木造阿弥陀如来坐像を安置する。襖絵は堂本印象が描いたものである。
- 書院
- 三重塔「三重納経塔」 - 1978年（昭和53年）の建立で、信者による写経が納められている。本尊は薬師如来である。
- 観音堂
- 庫裏
- 庭園「下段の庭」（国指定史跡・特別名勝） - 黄金池（心字池）を中心とする苔の庭で池泉回遊式庭園となっている。
- 茶室「少庵堂」 - 1920年（大正9年）築。千少庵の木像を祀る。
- 影向石 - 松尾明神がここに影向したという。
- 茶室「湘南亭」（重要文化財） - 夢窓疎石の時代に建てられその後荒廃していたが、安土桃山時代に千利休の次男・千少庵によって再興されたと伝えられる茶室。屋根は杮葺。西から東へ待合、廊下の間、次の間があり、次の間の北側に茶室、その北側に板貼りの広縁があって全体としてはL字形の平面を有する。庭に向かって張り出す広縁は舞台造、三方吹き放ちでベランダ状の開放的な空間である。四畳台目の主室は、床（とこ）を亭主床[注釈 2]とし、客座の中央に付書院を設け火灯窓を開ける。躙口（にじりぐち）はなく貴人口のみ、北側は広縁に連なり林泉を見渡すことができ、明るく開放的な茶室である[6]。幕末には岩倉具視がここにかくまわれていたことで知られる。
- 茶室「潭北亭（たんほくてい）」 - 1928年（昭和3年）に陶芸家の真清水蔵六（ましみずぞうろく）により寄進された茶室。「湘南亭」「潭北亭」などの建物の名勝は中国の禅書『碧巌録』に出てくる句にちなむものである。
- 鎮守堂
- 向上関 - 門。
- 庭園「上段の庭」（国指定史跡・特別名勝） - 暦応2年（1339年）に夢窓疎石により築かれた日本最古の枯山水庭園。
- 指東庵 - 開山堂。
- 勅使門
- 衆妙門（中門）
- 総門

## 文化財

### 重要文化財
- 湘南亭 2棟（本家、待合及び廊下）
- 絹本著色夢窓疎石像

### 国指定史跡・特別名勝
- 西芳寺庭園 - 解説は前出。

## 拝観
1977年（昭和52年）以降、前述のように往復はがきによる完全事前予約を行う必要があったが、2021年（令和3年）6月1日よりインターネットによる事前申し込みも可能なった。往復はがきは月日は指定できるが時間は指定できない。インターネット予約は空きがある場合に限り1週間前から前日まで申し込み可能である。どちらも拝観だけでなく写経などの宗教行事に参加することになっているが、実際には時間がない場合は宗教行事は省略できる。写経冥加料は往復はがきによる事前申し込みでは3,000円、インターネット予約では4,000円となる。

## アクセス
京都バス「苔寺・すず虫寺」下車すぐ。
阪急嵐山線松尾大社駅下車、徒歩20分。駐車場は付近の民間有料駐車場を使用。

## その他
- 2015年（平成27年）4月、茶室に安置されていた阿弥陀如来像が盗まれている[8]。